# Leul din Belfort

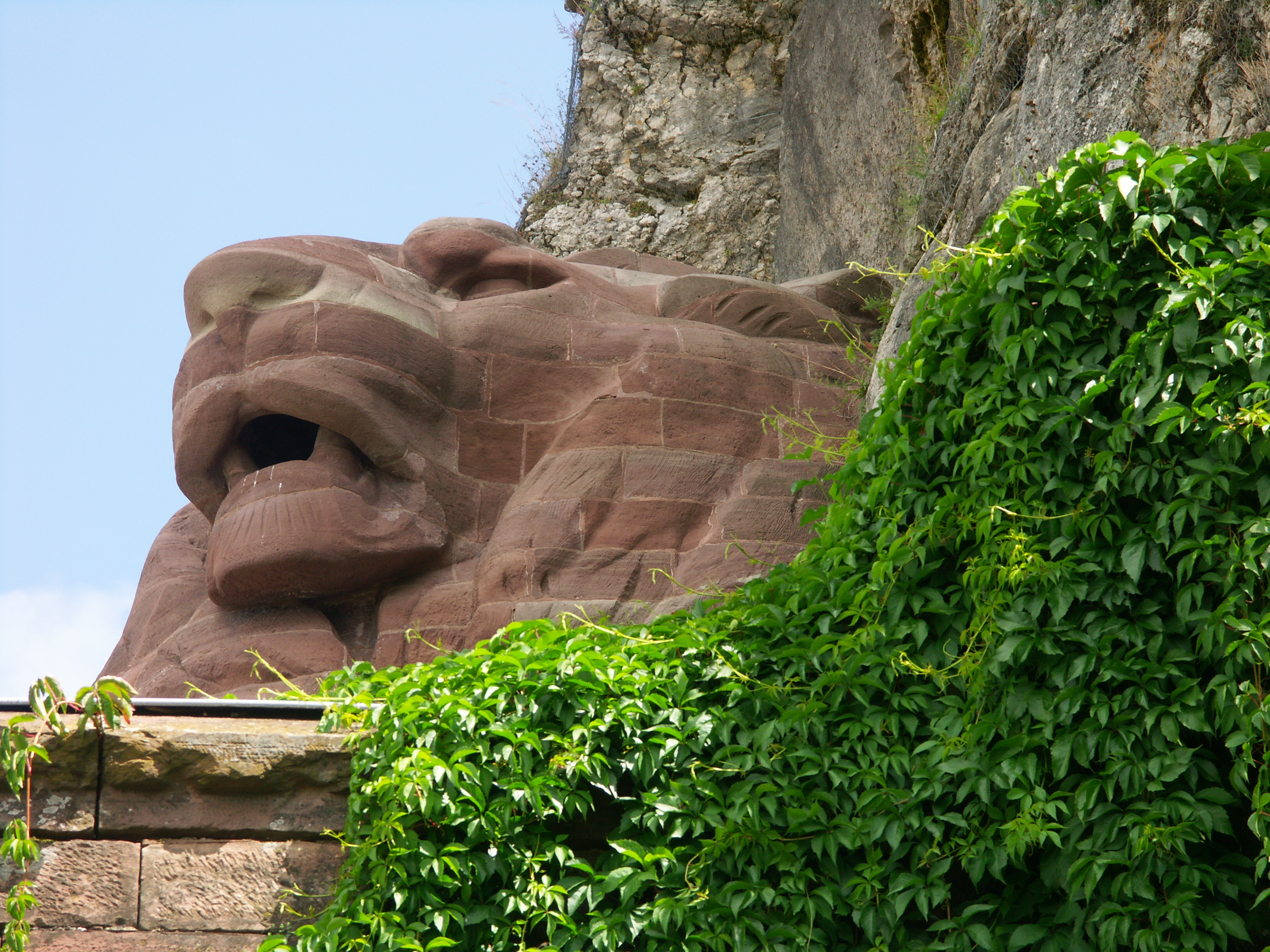
Detaiu al Leului din Belfort

Leul din Belfort este o sculptură monumentală lungă de 21,5 metri și înaltă de 10,7 metri, fiind simbolul orașului francez Belfort. Sculptura este constituită din blocuri zidite de gresie roșie și este simbolul orașului.
Leul amintește de rezistența orașului Belfort sub comanda colonelului Denfert-Rochereau în timpul celor 103 zile ale asediului orașului Belfort din timpul războiului franco-german care a avut loc între 3 noiembrie 1870 și 13 februarie 1871. Leul de pe dealul Citadelei din Belfort a fost făurită de Frédéric Auguste Bartholdi din gresie roșie adusă din munții Vosgi.
În decembrie 1871, încă în timpul ocupației germane, consiliul orașului hotărăște, să fie construit un monument care să aducă aminte de jertfele din timpul acestui asediu. Inițial s-a preconizat o piatră comemorativă simplă sau o coloană care să fie așezată în cimitirul  orașului, însă Bartholdi a pregătit un proiect de monument, acesta reprezentând un leu impozant din piatră, răspândind frica, proiectul fiind în acest fel acceptat. La început era prevăzut ca leul să privească în direcția dușmanului, însă protestele germanilor i-au convins, astfel acum leul privește spre vest.
Realizarea sculpturii a durat din 1875 până în 1880, fiind finanțat printr-o acțiune de  chetă națională. Din cauza diferenței de păreri dintre artist și Consiliul orășenesc, nu a avut loc  nicio inaugurare oficială. La 28 august 1880 din inițiativa și finanțarea artistului s-a făcut o iluminare feerică a operei sale. Nu după mult timp Leul a devenit simbolul orașului iar la 20 aprilie 1930 a fost clasificat ca „monument historique“. Zeci de mii de vizitatori vin anual să admire de aproape acest monument și să viziteze  fortificațiile citadelei și să privească de pe colină întinderile orașului Belfort.
O replică de dimensiuni mai mici din bronz este expusă în Paris în Place Denfert-Rochereau.

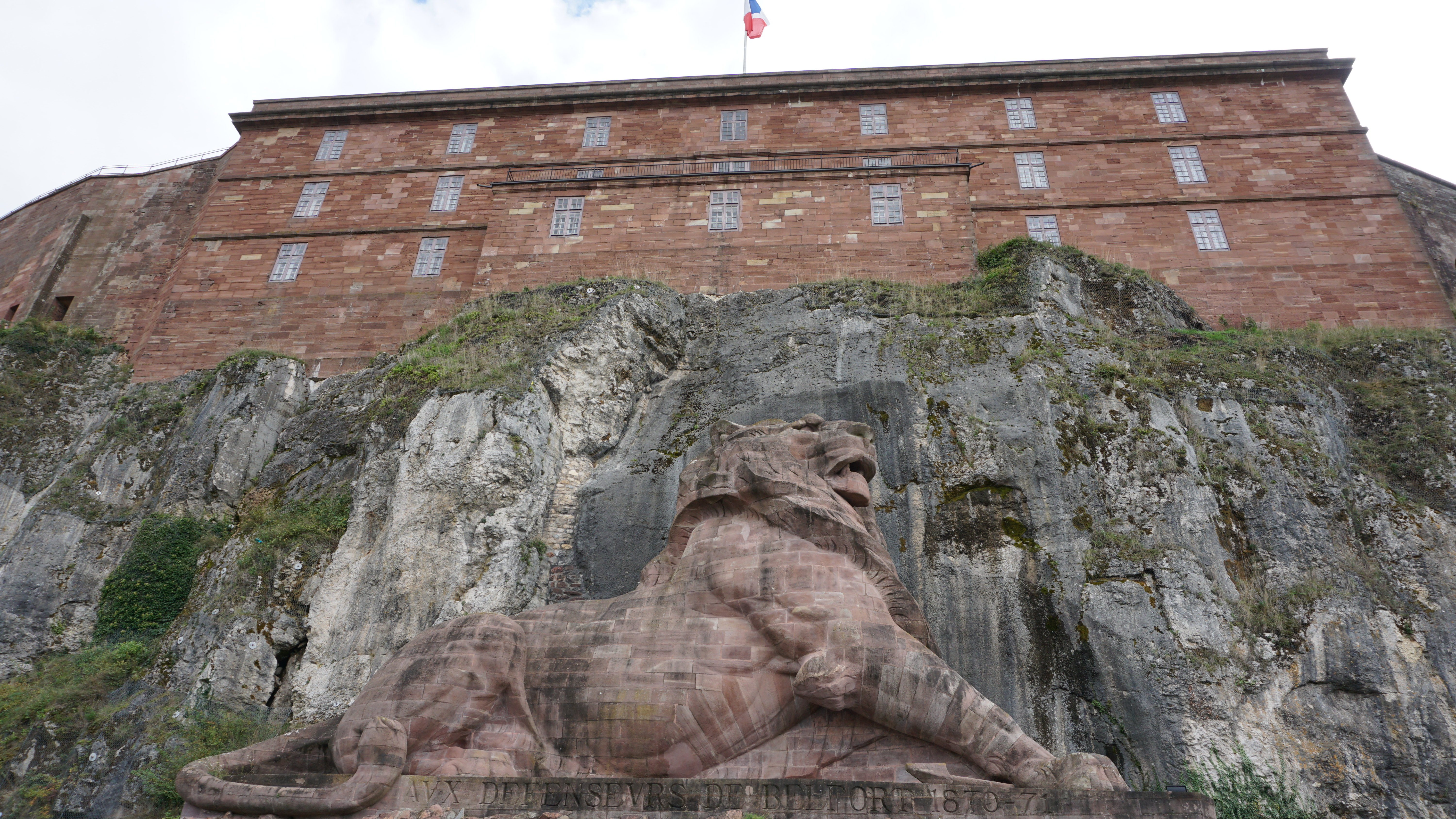
Leul sub Citadela din Belfort

## Literatură
- Cámeléon (Konzeption): Le Lion de Belfort, (Faltblatt, dreisprachig) o. J.

## Galerie poze

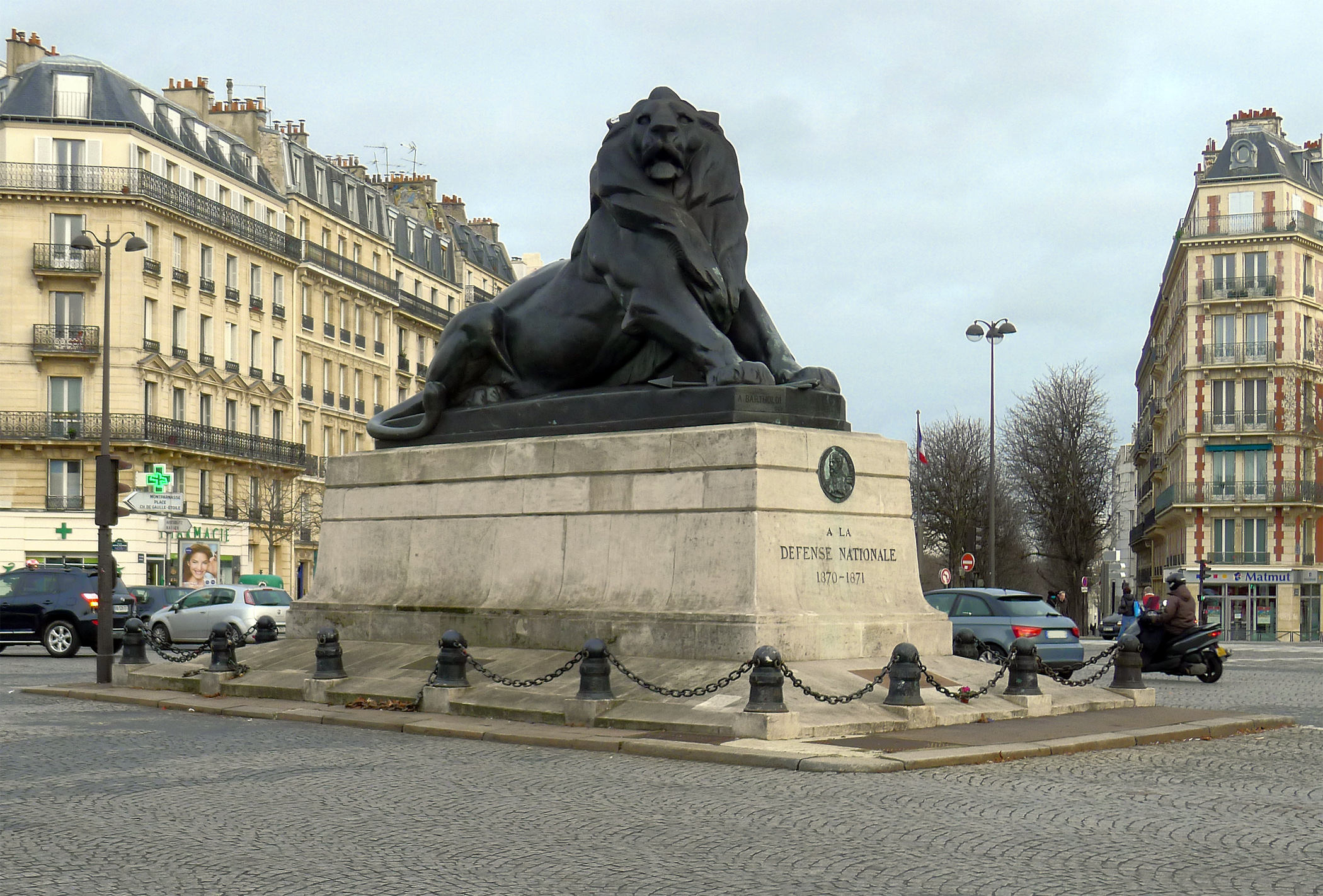
Replica din Piața Denfert-Rochereau în Paris
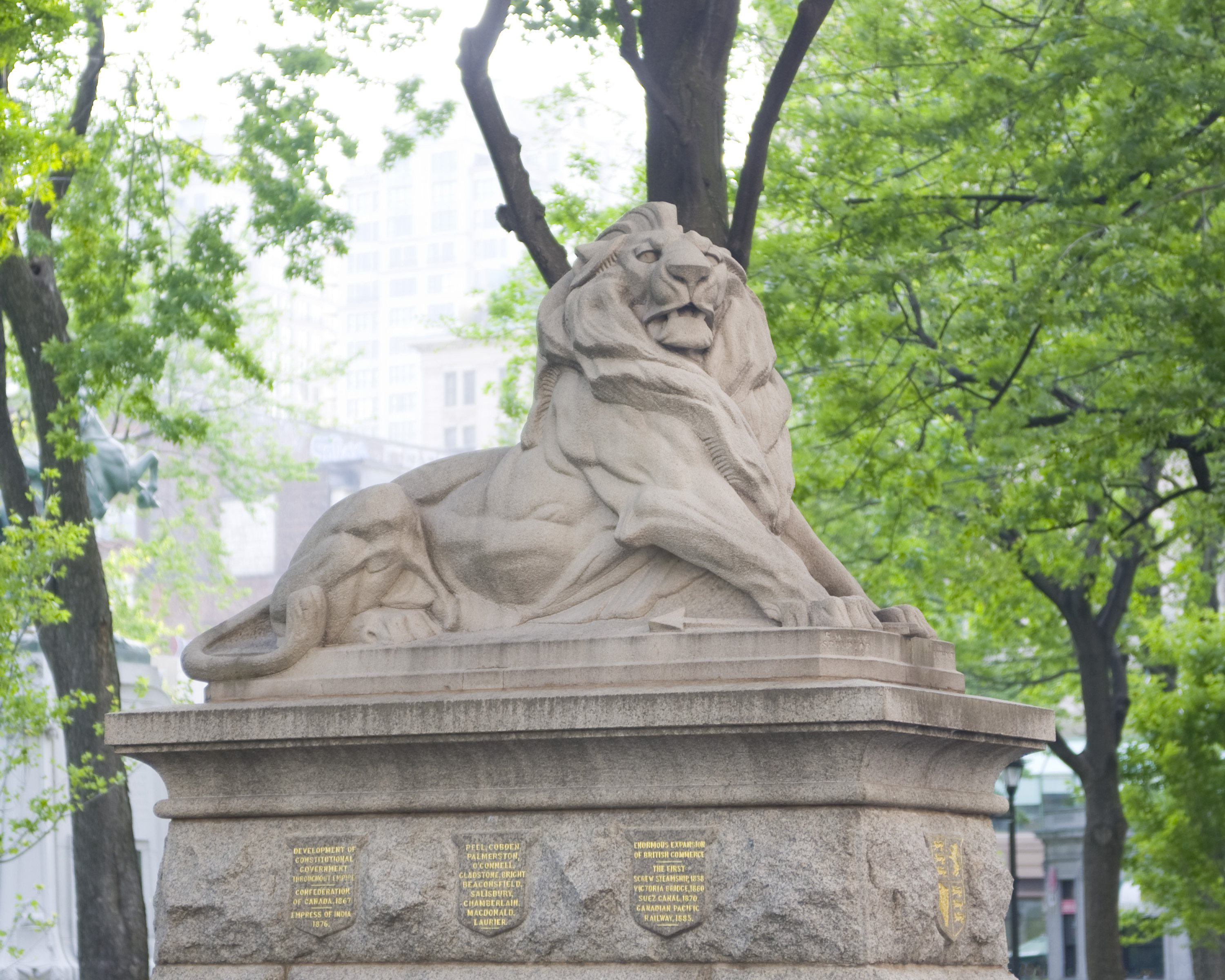
Replica din Montreal